# Čang Taj

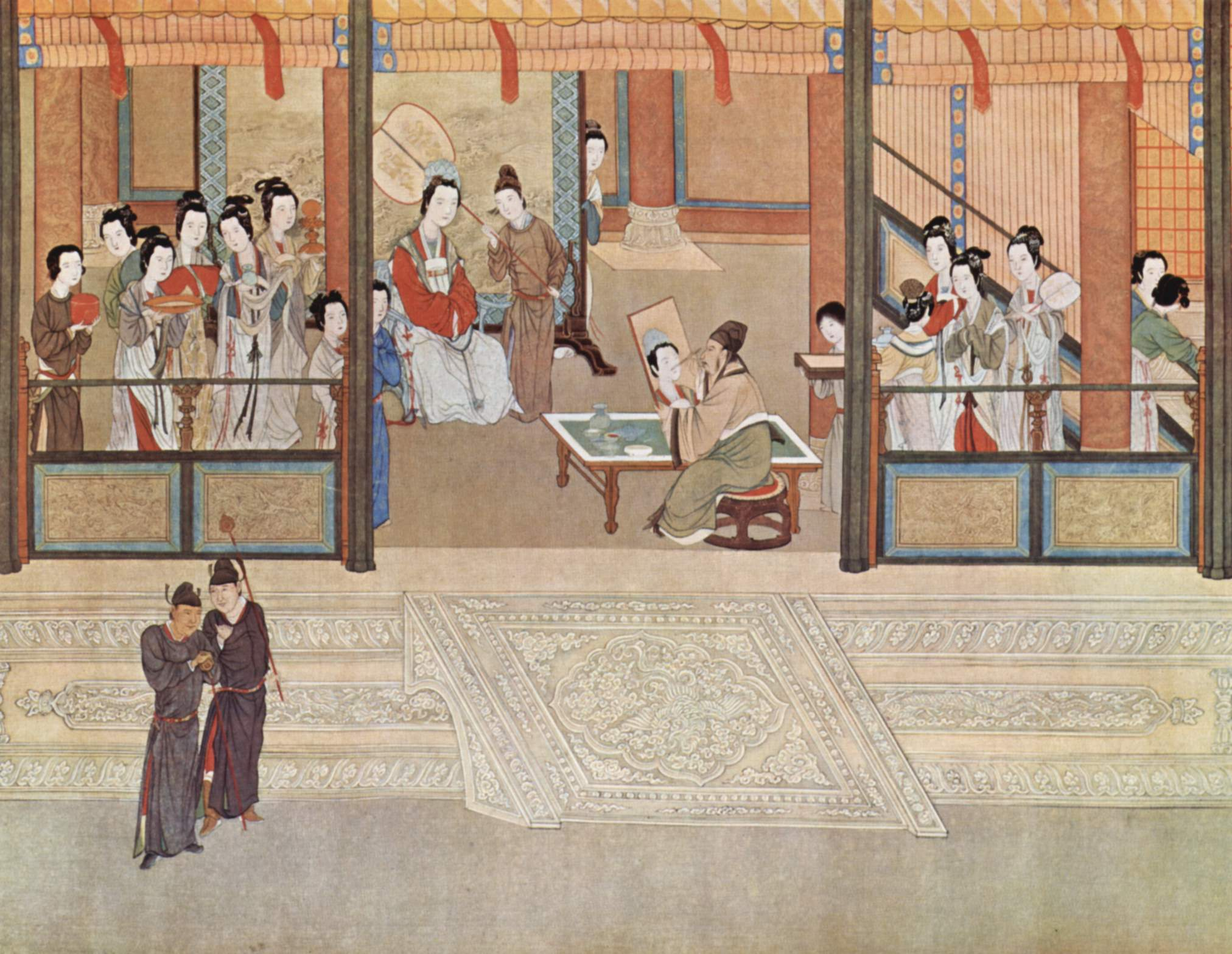
„Jarní ráno v chanském paláci“ – období pozdních Mingů bylo charakteristické přehnaným luxusem a dekadencí

Čang Taj (čínsky pchin-jinem Zhāng Dài, znaky zjednodušené 张岱, tradiční 張岱, 1597–1689) byl čínský spisovatel a dějepisec přelomové doby úpadku dynastie Ming a nástupu mandžuské dynastie Čching.

## Jména
Čang Taj používal zdvořilostní jméno Cung-c’ (čínsky pchin-jinem Zōngzǐ, znaky 宗子) a pseudonym Tchao-an (čínsky pchin-jinem Táoān, znaky 陶庵).

## Život a dílo
Pocházel z bohaté rodiny, nesložil však úřednické zkoušky. Jako mingský loajalista po pádu mingského státu v nastalé anarchii uprchl do hor a skrýval se jako buddhistický mnich. Od té doby žil v chudobě; po návratu z hor našel svůj majetek zničený. Je autorem více než třiceti knih, z nichž se však zachovalo jen několik. Jeho nejznámějšími díly jsou Snové vzpomínky z Tchaovy poustevny (陶庵梦忆, Tchao-an meng-i) a Hledání Západního jezera ve snech (西湖梦寻, Si-chu meng-sün) v nichž vzpomíná na svůj bezstarostný život před vpádem Mandžuů a nastolení říše Čching.